# Okerbruin vloksteeltje
Het okerbruin vloksteeltje (Flammulaster wieslandri) is een schimmel behorend tot de familie Tubariaceae. Het leeft saprotroof op de grond, in loofbos op zavel of klei.

## Verspreiding
In Nederland komt het okerbruin vloksteeltje uiterst zeldzaam voor. Het staat op de rode lijst in de categorie 'verdwenen'. Het is sinds 1987 niet meer waargenomen.